# Suhareva Balka, Mejova
Suhareva Balka (în ucraineană Сухарева Балка) este un sat în comuna Raipole din raionul Mejova, regiunea Dnipropetrovsk, Ucraina.

## Demografie
Componența lingvistică a localității Suhareva Balka
     Ucraineană (80%)
     Rusă (20%)
Conform recensământului din 2001, majoritatea populației localității Suhareva Balka era vorbitoare de ucraineană (80%), existând în minoritate și vorbitori de rusă (20%).